# Cthulhu
Cthulhu es una entidad cósmica creada por el escritor estadounidense de terror Howard Phillips Lovecraft y representada por primera vez en el cuento La llamada de Cthulhu (The Call of Cthulhu), publicado en la revista estadounidense Weird Tales en 1928. Considerado un dios Primigenio dentro de las entidades cósmicas, la criatura ha aparecido desde entonces en numerosas referencias de la cultura popular. Cthulhu es descrito como la convergencia entre un pulpo, un dragón y una criatura de forma humanoide.
Se conoce como mitos de Cthulhu al universo literario de horror cósmico (principalmente comprendido entre 1921 y 1935), desarrollado en torno a Cthulhu por el propio Lovecraft y otros escritores del Círculo de Lovecraft. Las profecías dicen que cuando el ciclo cósmico termine el gran Cthulhu despertará de su letargo en R'lyeh y gobernará la tierra y destruirá a todo el que no mencione las palabras: "Cthulhu R'lyeh Ph'nglui mglw'nafh wgah'nagl fhtagn" ante el gran Cthulhu.

## Características
Cthulhu es un personaje extraído de la literatura de H.P. Lovecraft. El autor formó, en algunos de sus relatos, una mitología del horror basada en la existencia de universos paralelos y seres provenientes de ellos —entre los que se encuentra Cthulhu— que existieron «antes del tiempo», y cuyo contacto con los humanos tiene terribles consecuencias. Dentro de sus historias, el tema es el caos primordial, y Lovecraft introduce la noción de que todo lo que conocemos tiene sentido únicamente dentro de nuestro espacio-tiempo; cuando ocurre un evento que rompe con el espacio-tiempo ahí es donde comienza la locura.
Dentro de esta cosmología, conocida como los Mitos de Cthulhu, Cthulhu es emblema, personaje central y una de las figuras recurrentes: es uno de los más poderosos y el más popular de todos estos seres, y desempeña un papel central en el relato La llamada de Cthulhu.
Cthulhu es una criatura extraterrestre cuyas características físicas y habilidades hacen de él algo parecido a un dios para los humanos. Sus principales seguidores y sirvientes son la semilla estelar de Cthulhu. En la novela En las montañas de la locura se dice que pequeños retoños de Cthulhu estuvieron en guerra con varias razas en un pasado lejano, en el planeta Tierra. También lo adoran la mayor parte de los Profundos, seres mitad humano mitad batracio, que habitan los océanos. Por encima de los Primigenios están los Dioses Exteriores, aunque el universo de Lovecraft no se presta demasiado a los escalones jerárquicos. Según sus seguidores humanos, Cthulhu es el sumo sacerdote de estos seres.
Se lo describe —precisamente en el relato La llamada de Cthulhu— como "un monstruo de contornos vagamente antropoides, pero con una cabeza de pulpo cuyo rostro era una masa de tentáculos, un cuerpo escamoso que sugería cierta elasticidad, cuatro extremidades dotadas de garras enormes, y un par de alas largas y estrechas en la espalda". Tiene la capacidad de alterar su forma, aunque siempre es básicamente la misma. Su cuerpo escamoso está compuesto por una sustancia distinta a las que se encuentran en nuestro planeta, una especie de masa gelatinosa que lo hace prácticamente indestructible. De todos modos, incluso si su cuerpo físico es destruido por completo (cosa muy improbable), su naturaleza extraterrenal lo haría volver a formarse en horas. Fue uno de los conquistadores de la Tierra y dominó desde las profundidades del océano.
Según la mitología, Cthulhu reposa soñando bajo un sello en la ciudad sumergida de R'lyeh (en algún lugar del océano Pacífico). Espera escapar algún día (el día en que «Las estrellas estén de nuevo en posición») con la ayuda de cultos y sectas para volver a extender su poder sobre la Tierra. A él recitan «Ph'nglui mglw'nafh Cthulhu R'lyeh wgah'nagl fhtagn» que aproximadamente significa «En la Ciudad de R'lyeh, el difunto Cthulhu, espera soñando».
Según la trilogía "Nuevos Mitos de Cthulhu", escrita por Marc Barqué, Cthulhu despertará definitivamente en el año 2052, al poco de haber estallado la III Guerra Mundial.

## Pronunciación
No existe acuerdo respecto a la pronunciación del nombre. Lovecraft la transcribió como «Khlûl'hloo» IPA [xlulhlu], español latinoamericano «chukhúltu» «jluljlu» o «Kathooloo» IPA [kaθu'lu], español «kazulú» (con pronunciación ibérica en la z) o «'ku'tuku'looθ». Se aceptan [k.θulxu], [k.tu'lu], [k.θu'lu], [θetu'lu], [θeθul'hu], [ʧulu], ['tulu], ['xhukutulju], [θulu], [kuθulu] o [katulu], [C-tulu], [Khulu't] como pronunciaciones válidas, pero se conviene en que la forma más apropiada de hacerlo no puede ser teóricamente pronunciada por el aparato fonador de los humanos. La falta de precisión es típica del autor en sus descripciones[cita requerida].

## La semilla estelar de Cthulhu
Los siervos de Cthulhu son seres similares al mismo Cthulhu, pero más pequeños: seguidores y sirvientes suyos, al igual que su amo pueden alterar ligeramente su forma.
Llegaron junto con su amo a la Tierra, y la gran mayoría están encerrados con Cthulhu en R'lyeh, o en mundos lejanos, como Aldebarán; pero algunos están libres.
Sirven a Cthulhu llevando a cabo sus deseos, y han librado guerras con otros seres. Fue así como al llegar a la Tierra con él, lucharon con los Antiguos y construyeron la ciudad de R'Lyeh.

## Cthulhu en la cultura popular

### En cine y televisión
- Los alienígenas del Tercer Espacio que atacan la estación espacial Babylon 5 en Babylon 5: Thirdspace están basados en los engendros estelares de Cthulhu, tanto es así que en la novelización de esta película para televisión las personas poseídas por estos alienígenas recitan el famoso mantra de Cthulhu. Además los pak'ma'ra, una de las razas extraterrestres de la serie, se asemejan a Cthulhu en sus rostros.[6]
- La película española La herencia Valdemar y su secuela La herencia Valdemar II: La sombra prohibida, están libremente inspiradas en los mitos de Cthulhu y los relatos de horror cósmico.[7][8]
- En la película española de terror y suspenso Dagón, la secta del mar, la mayor parte de los habitantes del pueblo son híbridos entre humanos y Profundos que rezan al dios Cthulhu. En una de las últimas escenas se les puede escuchar rezando a Cthulhu.[9]
- En las series de novelas ligeras japonesas escritas por Manta Aisora, Haiyore! Nyaruko-san, más tarde adaptadas al manga y al anime, el argumento se basa principalmente en una adaptación de los Mitos de Cthulhu, en los que los protagonistas se ven inmersos.[10]
- En la serie animada de la Liga de la Justicia aparece una versión de este personaje como un enemigo a vencer para Aquaman, Superman, la Mujer Maravilla, Chica Halcón, Doctor Destino y Solomon Grundy en el episodio de dos partes "The Terror Beyond", de la segunda temporada.[11]
- La serie Lovecraft Country (2020), como su nombre lo indica, sostiene muchas referencias a la obra de Lovecraft, incluida una aparición de Cthulhu al inicio del primer episodio durante un sueño del protagonista.[12]
- En la serie animada The Real Ghostbusters (1986), capítulo The Collecting Call of Cthulhu de la temporada 2, usan el Necronomicron para invocar a Cthulhu.[13]

### En literatura
- La antología de terror Historia personal del miedo del chileno Tomás Harris, posee una notable influencia de los mitos de Cthulhu, así como diversas menciones y referencias en algunas de sus historias.[14]
- Cthulhu aparece con frecuencia en los relatos de la serie de Titus Crow de Brian Lumley.
- En la novela El más violento paraísodel costarricense Alexánder Obando, Cthulhu y el resto del panteón lovecraftiano aparecen como centro de un culto de terrestres habitantes en la Luna.[15]
- En la novela Un grito en las tinieblas; la vida de Zárate Arkham (EUNED, 2010) la protagonista es atormentada por la presencia de Cthulhu en su vida.
- Apareció en un cómic de la revista argentina infantil Billiken. En esta, un grupo de paleontólogos y arqueólogos descubren una extraña estructura, similar a un templo en el desierto de Gobi, para luego descubrir que es del tiempo de los dinosaurios (ya que éstos evolucionaron y crearon civilizaciones). Éstos, eran atacados por Cthulu y su ejército de4444 primordiales, llegados de la misma ciudad de R'lyeh. Al final, como Cthulhu (que en esta versión no es un dios, sino un rey) estaba cegado por el poder, termina destruyendo a los primordiales, los antiguos y hasta los mismos dinosaurios, creando una versión mítica sobre la extinción de estos.
- En la novela "Cochrane vs Cthulhu", del periodista y escritor chileno Gilberto Villarroel, se cuenta que el marino más audaz de todos los tiempos se enfrenta al mayor enemigo de la Humanidad. Una noche de 1815, los soldados franceses capturan en la bahía a su peor adversario, Thomas Cochrane. El legendario marino ahora es un prófugo de la justicia británica. Al mismo tiempo, desde el Atlántico, horribles y peligrosas criaturas asedian la aislada fortaleza. Pronto los franceses se ven obligados a unir fuerzas con el ingenioso Lord Cochrane para enfrentar esta amenaza sobrenatural. ¿Acaso es Cthulhu, un dios dormido, quien se levantará desde el fondo del océano a reclamar su dominio sobre el mundo? La novela histórica mezcla la acción épica de las guerras napoleónicas con los escalofríos del terror gótico, en un más que guiño al mundo de Lovecraft.
- En los libros "Nuevos Mitos de Cthulhu" de Marc Barqué, Cthulhu es mencionado en numerosos relatos y es un personaje central en los relatos "El Advenimiento", "El Gran Cataclismo" y "Monarca".
- En la novela anti esotérica "El péndulo de Foucault", del semiólogo y catedrático italiano Umberto Eco, en el capítulo 113 (climax de la novela) aparece el personaje Pierre, que encarna a uno de los más extremos "diabólicos" del grupo de ocultistas allí reunidos. Se produce un sacrificio humano y Pierre, con la daga ritual en la mano, aulla las palabras: ¡I'a Cthulhu! ¡I'a S'ha-t'n!.

### En la música
- La banda mexicana de Death Metal Melódico The Beast Remade en su primer disco “Worship the Beast” incluye la canción “Cthulhu” y en la portada del mismo disco aparece una ilustración de una versión de Cthulhu.[16]
- En la letra de la canción "Total Death" del disco Hoestmoerke de Isengard, Fenriz canta "and a sort of blood has been taken away by the wizards of the mighty Cthulhu", que traducido libremente es "y los hechiceros del poderoso Cthulhu extrajeron algo como sangre".
- El grupo angloamericano de dark ambient Nox Arcana tiene una canción llamada Cthulu's Rising en su disco Necronomicon, que también resume historias y seres de los mitos de Cthulu.
- El grupo británico de stoner doom Electric Wizard incluye en sus letras reincidentes referencias a Cthulhu y su mitología.
- Dorso tiene una canción titulada Criptica Vision que habla de Cthulhu y del Necronomicón en Bajo una luna cámbrica (1989). Todo el álbum trata sobre temas de Lovecraft.
- Cradle of Filth tiene una canción llamada Cthulhu Dawn en su álbum Midian (2000) y se hace referencia al mismo personaje en Mother Of Abominations del álbum Nymphetamine. (2004)
- Draconian tiene una canción titulada Cthulhu Rising en Dark Oceans We Cry (sencillo), 2002.
- Metallica, The Call of Ktulu del álbum Ride the Lightning de 1984 y The Thing That Should Not Be del álbum Master of Puppets de 1986, All Nightmare Long del disco Death Magnetic de 2008, en la cual la letra es una referencia al relato Los perros de Tíndalos, que forma parte de los mitos de Cthulhu y Dream No More del álbum Hardwired... to Self-Destruct de 2016.
- Caravan, C'thulu Thulu del álbum For Girls Who Grow Plump in the Night, 1973.
- Therion con Cthulhu del álbum Beyond Sanctorum, 1991.
- Samael (grupo de música) Rite of Cthulhu del álbum Worship Him, 1991.
- Deadmau5, Cthulhu Sleeps del álbum 4x4=12, 2010.
- Vangelis, la portada de su LP The Dragon (1971) es una imagen de Cthulhu en el mar frente a R'lyeh.
- Cthulhu se menciona en la canción de Morbid Angel The Ancient Ones.
- Code: Pandorum, Cthulhu del LP The Lovecraftian Horrors, 2017.
- Cthulhu protagoniza el tema principal de la banda sonora La Herencia del Valdemar II: La Sombra Prohibida, compuesta por el compositor valenciano Arnau Bataller y editada en el año 2011 por el sello especializado moviescore media,[17] siendo Cthulhu el protagonista de la portada de dicho disco.
- La Muerte Roja menciona reiteradas veces a Cthulhu en varias de sus canciones incluida la Canción para despertar a Cthulhu
- Los Daneses de Mercyful Fate tiene dos canciones que le mencionan, The Mad Arab y The Mad Arab II en los Álbumes Time e In to the Unknow respectivamente.
- El grupo español de metal industrial Ktulu, donde se usa la misma forma del nombre que en la canción de Metallica The Call of Ktulu.
- El tema La venganza de Cthulhu (Bernardo Bonezzi) en el álbum Extraños juegos (1980) del grupo español Zombis.
- El tema Call of Cthulhu (buy or die) de la banda Nanowar of Steel.
- La banda Colombiana Guerra Total, basa mucha de su discografía en el mítico personaje.
- La banda de Heavy/Power Metal Iced Earth tiene una canción llamada Cthulhu en su disco Plagues of Babylon, que relata detalladamente La llamada y la conquista de Cthulhu sobre la raza humana.
- El tema "Cthulhu" de la banda de death metal progresivo ALKALOID (con miembros de Obscura, Spawn of Possession, Obsidious, Necrophagist, Blotted Science).

### En los videojuegos
- En uno de los finales del videojuego Dredge (2023) aparece Cthulu.
- En el videojuego Final Fantasy VII Remake (2020), en el capítulo 16 El Edificio de Shinra, el jefe final llamado Espécimen H0512 es muy parecido a Cthulhu.
- En uno de los finales del videojuego Call of Cthulhu (2018) aparece Cthulu.
- Flappy Monstruos de Lovecraft, cuyo protagonista es Cthulhu. Serial MMF Software, 2016.
- Killer Instinct para Xbox One, el escudo del personaje Spinal está inspirado en Cthulhu.
- Call Of Cthulhu: Shadow of the Comet, Infogrames, Chaosium, 1993.
- Call Of Cthulhu: Prisoner of Ice, Infogrames, Chaosium, 1995.
- Dofus: la mazmorra de kutulú hace referencia al personaje semidragón con tentáculos.
- Call Of Cthulhu: Dark Corners Of The Earth, Ubisoft / Bethesda Softworks, 2006.
- Es mencionado en varios de los libros del videojuego Alone in the Dark, 1992, juego de Infogrames basado e inspirado en los Mitos de Cthulhu de Lovecraft, a través de referencias y menciones directas, o de la frase "Cthulhu fhtagn", repetida insistentemente en un extracto de De Vermis Mysteriis.
- En el juego de carta Munchkin existe un Spin-offs llamado "Munchkin Cthulhu" el cual está basado en una parodia del universo de Cthulhu.
- Scribblenauts, Super Scribblenauts, Scribblenaut Unlimited, Scribblenauts Unmasked: A DC Comics Adventure: Ser invocable con el cuaderno de Maxwell, 2008, 2010, 2012 y 2013.
- Platform Racing 3, aparece como set de cuerpo a ganar.
- Cthulhu Saves The World, un juego de tipo RPG indie, en el que tú eres Cthulhu.
- En el juego Terraria existen 7 jefes que son parte de Cthulhu, El ojo de Cthulhu, el cerebro de Cthulhu, Esqueletron, los Gemelos, el Destructor, Esqueletron Mayor (estos tres son la versiones mecanizadas del ojo de Cthulhu, el Devorador de Mundos y Esqueletron) y el último es Moon Lord, que es una versión "dañada" de Cthulhu.
- En el juego Warcraft III en la campaña de "Arthas" aparecen personajes llamados "los sin rostro" parecidos a Cthulhu.
- En el juego Defense Of The Ancients (DotA), el personaje "VOID" o "Darkterror" es como Cthulhu.
- C'thun aparece como una referencia a Cthulhu en el MMORPG World of Warcraft de Blizzard. En expansiones posteriores aparecen más dioses inspirados en los dioses primigenios de Lovecraft, como Yogg-Saron, inspirado en Yog-Sothoth.
- También en el MMORPG World of Warcraft, los Dioses Antiguos, que fueron derrotados por los Titanes, son seres malignos que tienen tentáculos en la cabeza, ejemplos de esto son C'Thun y Yogg'Saron, así como Los Ignotos, sus sirvientes.
- La saga creada por Frictional Games, Penumbra, está influenciada por los textos de H. P. Lovecraft, y el dios Inuit, Tuurngait, es muy similar a Cthulhu.
- El juego de terror Eternal Darkness: Sanity's Requiem maneja un estilo muy lovecraftniano. En el juego existen 4 seres llamados los Antiguos, pero son diferentes a los Antiguos que describe Lovecraft, y son más bien parecidos a Cthulhu, o a su semilla estelar. Estos seres quieren volver a dominar el mundo, que una vez fue suyo (o por lo menos uno de ellos es el que quiere dominar al mundo, ya que no queda muy claro, y esto porque es solo a uno de los Antiguos al que sirve el villano Pius Augustus, él se vuelve siervo de un Antiguo al tocar uno de los 3 artefactos que encuentra casi al inicio del juego).
- En el MMORPG Tibia', cada determinado tiempo aparece un jefe de algunas criaturas submarinas propias del juego, llamada Thul. Thul tiene tentáculos y cabeza de calamar.
- Sherlock Holmes: The Awakened. En este juego el famoso detective debe desenmascarar a una secta de seguidores de Cthulhu y detener los asesinatos cometidos por estos.
- En varios juegos de la serie Castlevania, Cthulhu ha hecho aparición como un enemigo común en algunos de los sitios finales, pues tiene un poder de ataque algo elevado.
- En el videojuego Splatterhouse se hacen continuas referencias al mundo Lovecraft y a Cthulhu, y aparecen como enemigos criaturas como los Profundos.
- El enemigo final de Starcraft 2, Amon xel'naga caído, tiene un gran parecido con Cthulhu.
- En el videojuego Heroes Of Newerth uno de los héroes recibe el nombre de Cthulhuphant, clara referencia a la mítica criatura. Su apariencia física es de elefante con una especie de tentáculos en su cara y alas de dragón en la espalda.
- En el videojuego Magicka, existe una expansión llamada Las estrellas están alineadas (The Stars Are Left es el nombre original), e incluye 3 niveles basados en gran parte en las novelas de H.P. Lovecraft. El jefe final de esta expansión, no es otro que Cthulhu, al que se debe derrotar en un escenario acuático.
- En el juego de mesa Arkham Horror, basado en los escritos de Lovecraft, Cthulhu es uno de los primigenios principales y más poderosos al cual los investigadores tienen que hacerle frente. Este juego es colaborativo, y los jugadores deben cerrar y sellar portales para evitar que los primigenios despierten.
- En Urban Rivals el personaje coleccionable Uchtul está basado en esta criatura.
- En el videojuego Hellgate London el líder de los demonios, Sidonay, está basado en Chtulhu.
- En el videojuego En línea VORP! en Kongregate, aparece una nave/piloto basado en Chtulhu.
- En el videojuego Darksiders II el último jefe de La Ciudad de Los Muertos es el Huésped Plañidero que tiene una gran semejanza a Chtulhu.
- En el juego Magrunner se hace referencia a Chtulhu en múltiples ocasiones y se puede ver en el fondo del universo en las pantallas finales.
- En el RPG Mutants Genetic Gladiators existe un mutante llamado C'thlig, el cual está basado claramente en Cthulhu
- En el RPG de Facebook Monster Legends, Cthulhu aparece como monstruo épico de elementos agua y oscuridad, como mayores atributos fuerza y resistencia con la leyenda "Difícil de pronunciar, pero más difícil de matar. El Gran Antiguo ha despertado. Se han hecho realidad las peores pesadillas de los habitantes del Nuevo Reino. Iä iä Cthulhu fhtagn"; también sus ataques hacen alusión a varios conceptos de la literatura de Cthulhu siendo estos: Garra de Cthulhu, Engendró estelar, Grandes seguidores, Dirigente de Avalon, Astros alineados, Trabajadores de R'yleh, Semilla estelar, Siesta de R'yleh, Semillas de Cthulhu, Garra de los antiguos, Cthulhu Fhta'gn y como poder máximo Salve Cthulhu.
- En el MMORPG Adventure quest worlds hay un pet llamado Legion Cthulu Pet en honor a Cthulu.
- En el juego Smite, Ah Muzen Cab, tiene una skin basada en Chthulhu llamada Encantador Oscuro.
- En el juego Smite, el aparece como un personaje jugable.
- En el juego MMORPG Lord Of Apocalypse con el mismo nombre, Cthulhu. Al obtener ciertos objetos, podrás obtenerlo como invocación.
- En el juego Evolve, uno de los monstruos empezó siendo diseñado como el Cthulhu, para acabar añadiendo rasgos del Kraken y convirtiéndose en una mezcla de ambos.
- En la animación de StickPage.com llamada "Unwanted Visitors" aparece Cthulhu en la última escena destruyendo la ciudad. Aunque es difícil de ver, la silueta es idéntica a Cthulhu.
- En el videojuego Call of Duty Black Ops 3 en el modo Zombis, el Cthulhu es la máxima influencia en el mapa "Shadows of Evil", donde los objetos, armas, y enemigos al igual que el "Major Easter Egg" están ambientados en esta deidad; al igual que en el mismo modo de juego. "Shadowman" el personaje que va guiando al jugador en el juego, usualmente es relacionado con Nyarlathotep, otro de los personajes de H. P. Lovecraft, quien engaña al jugador ofreciéndole "salvar al planeta".
- En el juego Los Simpson: Springfield (The Simpsons: Tapped Out en inglés) en el especial de "La casa-árbol del terror" del año 2015, un monstruo muy parecido a Cthultu era uno de los personajes principales. Se hacía llamar M'nsthruo.
- En el juego The Binding of Isaac: Afterbirth existe una transformación llamada Leviathan, aunque en pantalla aparece el nombre de Cthulhu.
- Existe el juego de rol de nombre La llamada de Cthulhu.[18]
- Otro juego de rol más reciente (ambientado en los años 1930) es El rastro de Cthulhu.
- En el juego de rol Acthung Cthulhu! Archivado el 28 de julio de 2018 en Wayback Machine. las aventuras se desarrollan en plena Segunda Guerra Mundial.
- Hay ambientaciones históricas para La llamada de Cthulhu, como Cthulhu Invictus (en la época romana) o Cthulhu Edad Oscura (en la Edad Media).
- También existen ambientaciones futuristas, como Cthulhutech.
- Existe un juego de rol que actualmente está en desarrollo, llamado Dungeons & Cthulhu, que mezcla los juegos de rol clásicos de Dungeons & Dragons y La llamada de Cthulhu.
- En el juego para iOS y Android Cthulhu Virtual Pet, juego desarrollado por NeuroCreativa basado en el clásico Tamagotchi, en el que cuidas a Cthulhu como una mascota virtual.
- Para el evento Halloween 2017 en Overwatch, la empresa Blizzard Entertainment crea una skin legendaria para el héroe Zenyatta con una temática basada en Cthulhu.
- Hay una carta en el juego Hearthstone llamada "C'Thun" basada en Cthulhu.
- En el juego llamado Garena Free Fire en el evento de Halloween apareció un traje llamado señorita Cthulhu el cual hace una exacta referencia a este personaje.
- En el videojuego de 2019 “The Sinking City” Cthulu es la figura que esta llevando el caos y la locura a la ciudad de Oakmont.
- En mayo de 2020, se anunció la aparición de Cthulhu como un dios jugable en Smite, así como la adición del panteón "Lovecraftiano".
- En el MMORPG Dofus existe un jefe de mazmorra llamado Larva de Kutulu, el cual está basado en Cthulhu.
- En el videojuego RPG Skullgirls (versión de móviles) hay una paleta de colores llamada Lovecrafted y en la tarjeta está una frase en un idioma extraño haciendo referencia a Cthulhu.